# Humayun Ansari
Khizar Humayun Ansari OBE (* 1947) ist ein britischer Historiker. 

## Leben
Ansari erwarb einen Ph.D. (The Emergence of Socialist Thought Among North Indian Muslims, 1917–1947) an der University of London. Er ist seit 1990 Professor für Islam und Cultural Diversity am dortigen Department of History und Direktor des Centre for Minority Studies.
Ansari forscht zu Ethnischen Minderheit und zur Chancengleichheit (Ethnien, Identität, Islam, Islamismus, Islamophobie und Migration). Ansari veröffentlichte mehrere Bücher und findet Gehör in überregionalen und internationalen Medien.
Er berät verschiedene britische Behörden und Institutionen wie den Chief constable der Polizei von Hampshire, den Judicial Studies Board und das Police Staff College in Bramshill. Weiterhin hielt Ansari Briefings für das Home Office, das Cabinet Office und den Crown Prosecution Service. 2004 wurde er Sonderberater des Home Affairs Committee für Terrorismus und Community Relations. Er lehrte am Royal United Services Institute, an der Defence Academy of the United Kingdom und beim Security Service.
Ansari ist verheiratet und Vater zweier Kinder.

## Auszeichnungen
- 2002: Order of the British Empire (OBE)

## Schriften (Auswahl)
- (Hrsg. mit Farid Hafez): From the far right to the mainstream. Islamophobia in party politics and the media. Campus-Verlag, Frankfurt am Main 2012, ISBN 978-3-593-39648-4.